# Eudorylas falcifer
Eudorylas falcifer är en tvåvingeart som beskrevs av De Meyer 1997. Eudorylas falcifer ingår i släktet Eudorylas och familjen ögonflugor. Inga underarter finns listade i Catalogue of Life.